# Ljulka AL-7

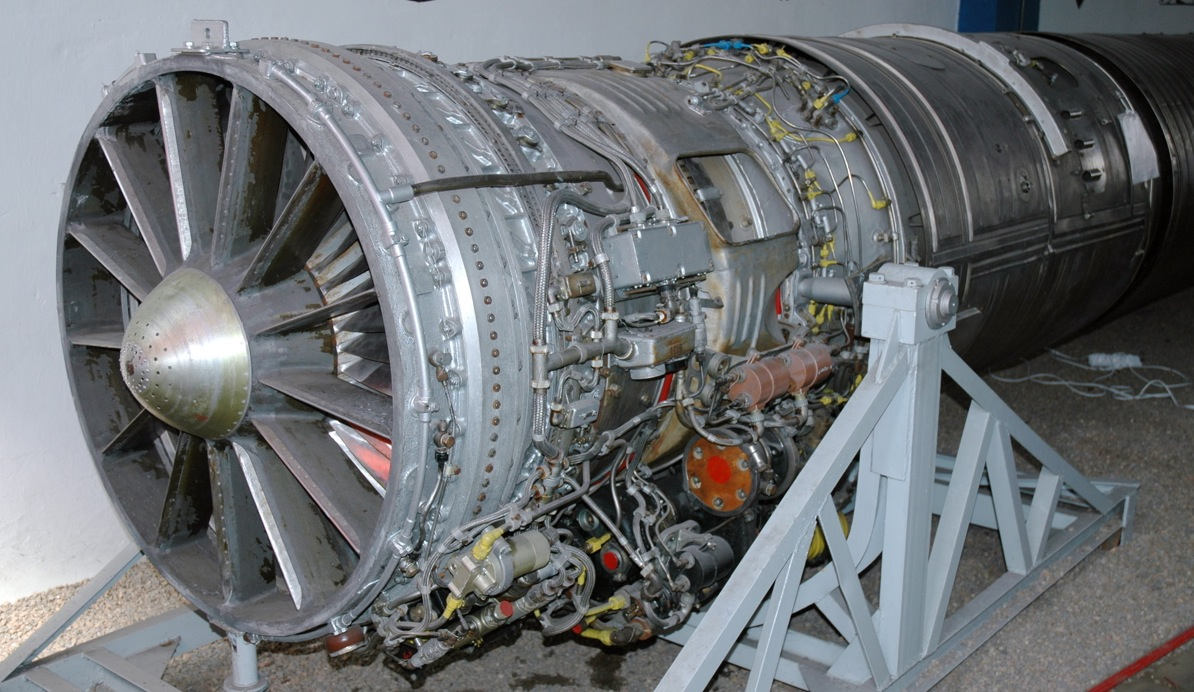
AL-7F im polnischen Luftfahrtmuseum Krakau

Das Ljulka AL-7 ist ein Luftstrahltriebwerk, das in der UdSSR von Archip Michailowitsch Ljulka entwickelt und als Nachfolger des nicht ausgereiften Ljulka AL-5 in Großserie gefertigt wurde.
Der Prototyp wurde 1952 getestet und war ursprünglich für den Bomber Iljuschin Il-54 vorgesehen. Die Nachbrennerversion AL-7F wurde 1953 entwickelt. 1957 wurde das Triebwerk in die Suchoi Su-9 eingebaut, womit das Flugzeug Mach 2 in 18.000 Metern Flughöhe erreichte. Das Triebwerk wurde 1960 für den Einsatz in der Tu-128P angepasst. Es ist ein Einwellentriebwerk mit einem neunstufigen Axialverdichter und einer zweistufigen Turbine.

## Ausführungen
- TR-7 – Prototyp
- AL-7 – Version für die Il-54, Su-7A, Tu-98[2]
- AL-7F – Version für die Su-7B und Su-9[2]
- AL-7F-1 – Version für die Su-7BMK, Su-11 und Su-17[2]
- AL-7F-2 – Version für die Su-11 und Tupolew Tu-128[2]
- AL-7F-4 – Version für den Prototyp einer weiterentwickelten Tupolew Tu-128[3]
- AL-7FK – Version für die Luft-See-Lenkwaffe Ch-20
- AL-7PB – Version für die Be-10[2]

## Technische Daten AL-7F
- max. Schub mit Nachbrenner: 96–98 kN[4]
- max. Schub ohne Nachbrenner: 67–71 kN
- Turbineneintrittstemperatur: 1133 K
- max. Luftdurchsatz: 105 kg/s
- Kompression: 9,5:1
- Länge: 6,65 m (AL-7F-2)[5]
- maximaler Durchmesser: 1,30 m
- Masse: 2100 kg